# 펜서콜라 아이스 파일럿츠
| 펜서콜라 아이스 파일럿츠 | |
| 콘퍼런스                 | 남부 콘퍼런스 (1997년~2003년) 서부 콘퍼런스 (2003년~2004년) 아메리칸 콘퍼런스 (2004년~2008년)                   |
| 디비전                   | 사우스 디비전 (1996년~1997년) (2004년~2008년) 사우스웨스트 디비전 (1997년~2003년) 센트럴 디비전 (2003년~2004년) |
| 설립연도                 | 1996년 |
| 해체연도                 | 2008년 |
| 역사                     | 펜서콜라 아이스 파일럿츠 (1996년~2008년)                                                                        |
| 경기장                   | 펜서콜라 시빅 센터                                                                                              |
| 연고지                   | 플로리다주 펜서콜라                                                                                             |
| 상징색                   | 감색, 금 |
| 구단주                   | |
| 단장                     | |
| 감독                     | |
| NHL 제휴                 | |
| AHL 제휴                 | |
| 정규시즌 우승            | 1 (2005) |
| 콘퍼런스 우승            | 1 (1998) |
| 디비전 우승              | 1 (2005) |
| 켈리 컵                  | |
| 영구 결번                | |

펜서콜라 아이스 파일럿츠(Pensacola Ice Pilots)는 미국 플로리다주 펜서콜라를 연고지로 하는 1996년부터 2008년까지 ECHL 소속되었던 아이스 하키팀이다.

## 역대 홈경기장
| 경기장                   | 사용기간      | 수용인원 | 장소                | 비고 |
| ------------------------ | ------------- | -------- | ------------------- | ---- |
| 펜서콜라 아이스 파일럿츠 |               |          |                     |      |
| 펜서콜라 시빅 센터       | 1996년~2008년 | 10,000명 | 플로리다주 펜서콜라 | 빈칸 |

## 같이 보기
- 펜서콜라 아이스 플라이어스